# Сямозерская волость
Сямозе́рская во́лость — волость в составе Петрозаводского уезда Олонецкой губернии.

## Общие сведения
Волостное правление располагалось в селении Сямозерский погост.
В состав волости входили сельские общества, включающие 79 деревень:
- Сямозерское общество
- Часовенское общество
- Салменижское общество
- Кунгозерское общество
- Лахтинское общество
- Вешкельское общество

На 1890 год численность населения волости составляла 6706 человек.
На 1905 год численность населения волости составляла 7122 человек. В волости насчитывалось 1551 лошадь, 2959 коров и 4982 головы прочего скота.
Постановлением ВЦИК и СНК РСФСР от 4 августа 1920 года в населённых карелами местностях Олонецкой и Архангельской губерний была образована Карельская трудовая коммуна и волость вошла в состав Карельской трудовой коммуны. В 1923 году волость вошла в состав образованной Автономной Карельской ССР.
В ходе реформы административно-территориального деления СССР в 1927 году волость была упразднена, а её территория вошла в Сямозерский район.
В настоящее время территория Сямозерской волости относится к Пряжинскому району Республики Карелия.